# Michael Wood (critico letterario)
Michael Wood (Lincoln, 19 agosto 1936) è un critico letterario e saggista inglese, professore universitario di Letteratura Inglese a Princeton e alla Columbia University, N.Y.
Si è occupato anche di cinema. Tra le sue opere: America in the Movies (Basic Books, 1975), tradotto anche in Italiano con il titolo L'America e il cinema (Garzanti, 1979).

## Pubblicazioni
- Stendhal (Cornell University Press, 1971)
- America in the Movies (Basic Books, 1975)
- García Márquez: One Hundred Years of Solitude (Cambridge University Press, 1990)
- The Magician's Doubts: Nabokov and the risks of fiction (Chatto and Windus, 1994)
- Children of Silence: on contemporary fiction (Columbia University Press, 1998)
- Belle de Jour (British Film Institute Publishing, 2001)
- The Road to Delphi: the Life and Afterlife of Oracles (Farrar Straus and Giroux, 2003)
- Franz Kafka (Northcote House/British Council, 2004)
- Nation, Language, and the Ethics of Translation, editor with Sandra Bermann (Princeton University Press, 2005)
- Literature and the Taste of Knowledge (Cambridge University Press, 2005)